# Uligefinnet
Et blad er uligefinnet, når det er sammensat af et ulige antal småblade. Der er flere, velkendte eksempler på planter med uligefinnede blade:
- Almindelig Ask (Fraxinus excelsior)
- Rynket Rose  (Rosa rugosa)
- Almindelig Røn (Sorbus aucuparia)